# Christopher Weber
Cristopher Weber (Dortmund, 5 ottobre 1991) è un bobbista tedesco.

## Biografia
Prima di dedicarsi al bob, Weber è stato un velocista e ostacolista nell'atletica leggera, avendo gareggiato soprattutto a livello regionale.
Compete nel bob dal 2016 come frenatore per la squadra nazionale tedesca. Debuttò in Coppa Europa nella stagione 2016/17 gareggiando soprattutto negli equipaggi pilotati da Pablo Nolte. Si distinse nelle categorie giovanili vincendo la medaglia d'argento nel bob a due ai mondiali juniores di Winterberg 2017 con Nolte.
Esordì in Coppa del Mondo nell'ultimo appuntamento della stagione 2016/17, il 4 febbraio 2017 a Igls, dove si piazzò al quindicesimo posto nel bob a due. Colse il suo primo podio nonché la sua prima vittoria il 19 novembre 2017 a Park City nella gara a quattro con Johannes Lochner, Marc Rademacher e Christian Rasp mentre vinse la sua prima gara nella specialità biposto il 1º febbraio 2020 a Sankt Moritz in coppia con Lochner.

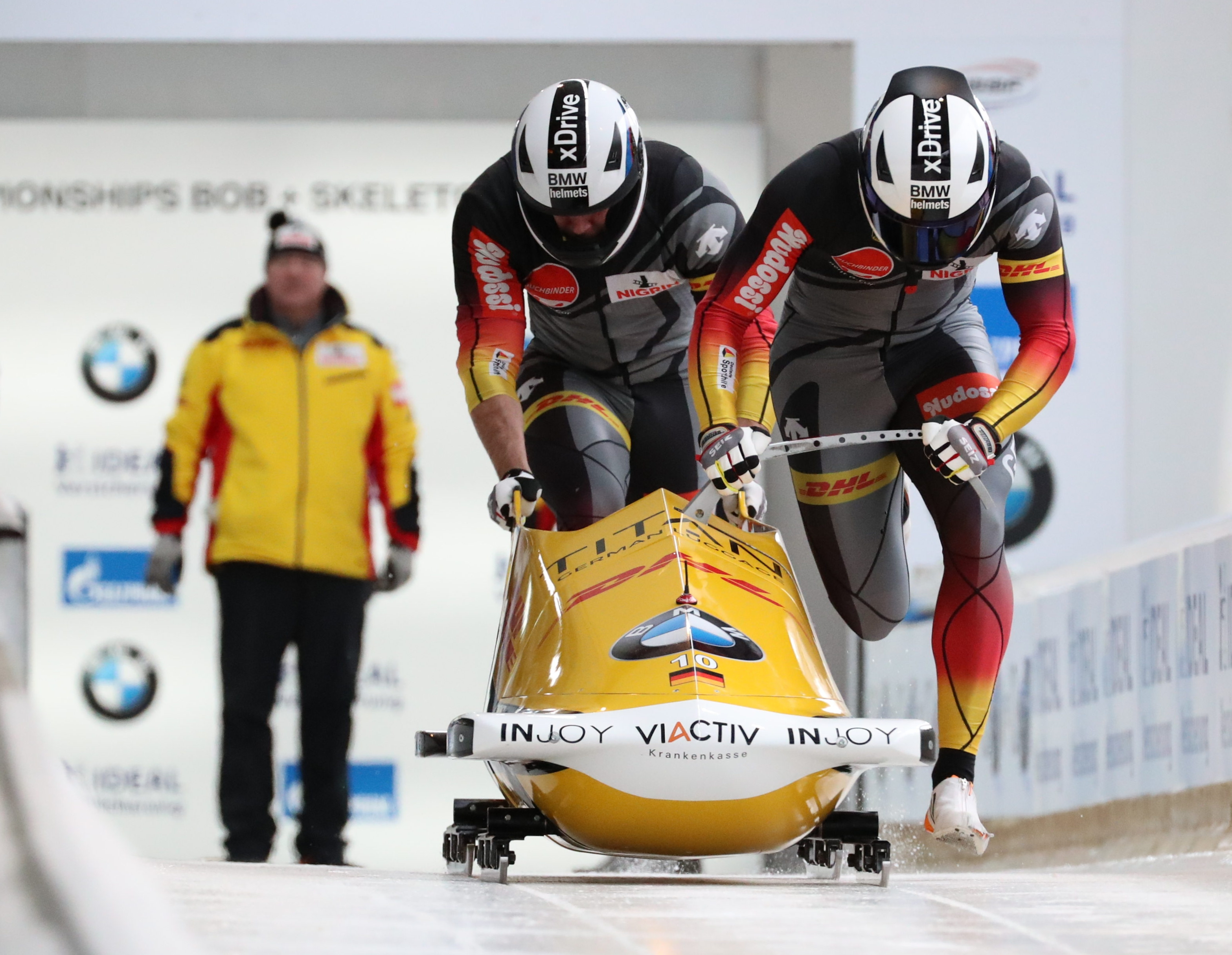
Weber (dietro) con Lochner in gara ai campionati mondiali di Altenberg 2020, dove vinsero la medaglia d'argento

Ha partecipato ai Giochi olimpici invernali di Pyeongchang 2018, piazzandosi al quinto posto nel bob a due e all'ottavo nel bob a quattro.
Prese inoltre parte a tre edizioni dei campionati mondiali, conquistando in totale due medaglie. Nel dettaglio i suoi risultati nelle prove iridate sono stati, nel bob a due: ottavo a Whistler 2019 e medaglia d'argento ad Altenberg 2020 in coppia con Johannes Lochner; nel bob a quattro: nono a Whistler 2019, medaglia d'argento ad Altenberg 2020 con Johannes Lochner, Florian Bauer e Christian Rasp e medaglia di bronzo ad Altenberg 2021 con Lochner, Weber e Rasp.
Agli europei vanta una medaglia d'oro vinta nel bob a quattro a Winterberg 2020 con Lochner, Florian Bauer e Christian Rasp.

## Palmarès

### Mondiali
- 3 medaglie:
  - 2 argenti (bob a due, bob a quattro ad Altenberg 2020);
  - 1 bronzo (bob a quattro ad Altenberg 2021).

### Europei
- 1 medaglia:
  - 1 oro (bob a quattro a Winterberg 2020).

### Mondiali juniores
- 1 medaglia:
  - 1 argento (bob a due a Winterberg 2017).

### Coppa del Mondo
- 19 podi (5 nel bob a due, 14 nel bob a quattro):
  - 4 vittorie (1 nel bob a due, 3 nel bob a quattro);
  - 9 secondi posti (2 nel bob a due, 8 nel bob a quattro);
  - 6 terzi posti (2 nel bob a due, 4 nel bob a quattro).

#### Coppa del Mondo - vittorie
| Data             | Luogo        | Paese       | Disciplina                                                                |
| ---------------- | ------------ | ----------- | ------------------------------------------------------------------------- |
| 18 novembre 2017 | Park City    | Stati Uniti | a quattro con Johannes Lochner (pilota), Marc Rademacher e Christian Rasp |
| 10 dicembre 2017 | Winterberg   | Germania    | a quattro con Johannes Lochner (pilota), Joshua Bluhm e Christian Rasp    |
| 4 gennaio 2020   | Winterberg   | Germania    | a quattro con Johannes Lochner (pilota), Florian Bauer e Christian Rasp   |
| 1º febbraio 2020 | Sankt Moritz | Svizzera    | a due con Johannes Lochner (pilota)                                       |

### Campionati tedeschi
- 3 medaglie:
  - 1 argento (bob a due a Winterberg 2019[1]);
  - 2 bronzi (bob a quattro  a Winterberg 2019[2]; bob a quattro ad Altenberg 2020[3]).